# Jungfraubahn
Jungfraubahn – wąskotorowa kolej zębata w Szwajcarii, będąca najwyżej w Europie położoną linią kolejową, łącząca stację Kleine Scheidegg z przełęczą Jungfraujoch. Górna stacja linii znajduje się na wysokości 3454 m n.p.m. Znaczna część trasy znajduje się w tunelu wykutym w masywie gór Eiger, Mönch i Jungfrau. Czas przejazdu linią wynosi 50 minut, a pokonywane spadki dochodzą do 250 promili. W 2015 linią przewieziono 1.007 tysięcy pasażerów.

## Historia

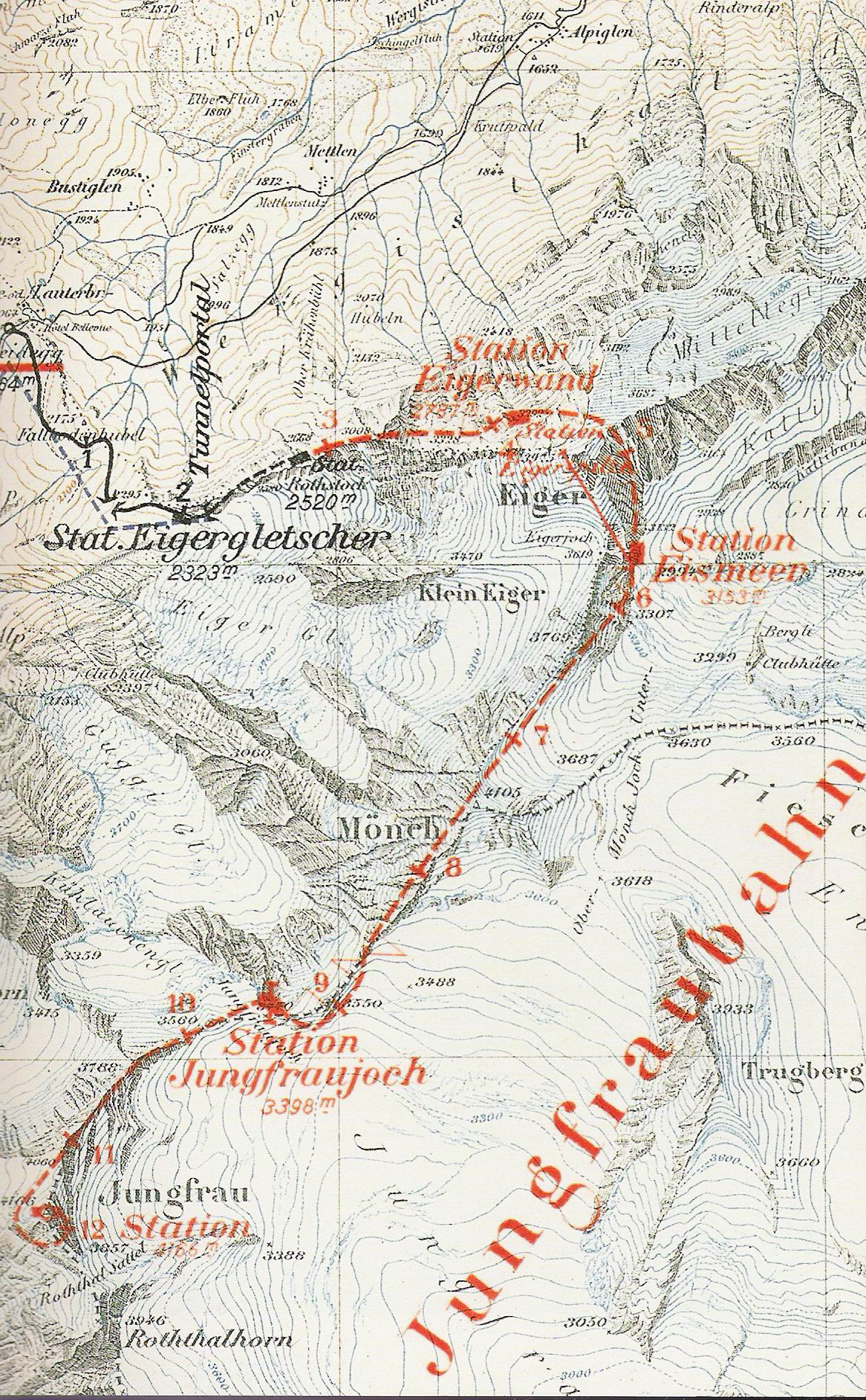
Pierwotny pan budowy linii z 1903, z niezrealizowanym odcinkiem Jungfraujoch – Jungfrau

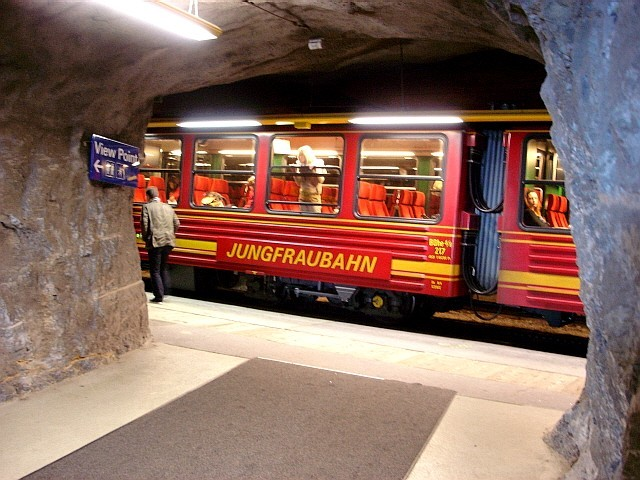
Stacja kolejowa w tunelu

Pierwsze projekty linii kolejowej, biegnącej w kierunku szczytu Jungfrau, pojawiły się w latach 1869 (kolej pneumatyczna) oraz 1889 (dwa niezależne projekty, z których jeden przewidywał budowę kolei zębatej, a drugi – czterech podwieszonych kolei linowych). W 1891 udzielono koncesji na budowę kolei zębatej, która jednak nie doszła do skutku.
Ostateczna koncepcja przebiegu trasy pochodzi z sierpnia 1893, a jej autorem był Adolf Guyer-Zeller (koncepcja ta powstała w jego głowie w nocy z 27 na 28 sierpnia). Tym razem trudności formalne zostały pokonane: 21 grudnia 1894 uzyskano koncesję na budowę linii o szerokości 1000 mm, a 27 lipca 1896 uzyskano pozwolenie na budowę. W konstrukcji linii zastosowano szyny zębate systemu Struba, będącego kompilacją systemów zębatych Riggenbacha i Abta.
Pierwszy odcinek linii – z Kleine Scheidegg do Eigergletscher (2320 m n.p.m.) został otwarty w 1898. W kwietniu 1899 dotarto do prowizorycznej stacji Rotstock. Z uwagi na trudności terenowe, tempo pracy przy budowie linii znacznie spadło. Niemniej jednak 28 czerwca 1903 otwarto odcinek do Eigerwand (2865 m n.p.m.), a w 1905 budowniczowie dotarli do stacji Eismeer (3160 m n.p.m.). 21 lutego 1912 o 5:35 przebito ostatnią skałę w tunelu pod Jungfrau, dzięki czemu 1 sierpnia 1912 – po 16 latach budowy – otwarty został odcinek długości 3,6 km do stacji Jungfraujoch na wysokości 3454 m n.p.m. Pierwotnie planowano zakończyć linię pod szczytem, ostatecznie jednak stacja końcowa została zbudowana pod przełęczą. Cała trasa liczyła sobie 9,3 km, a koszty jej budowy, szacowane pierwotnie na 8 milionów franków szwajcarskich, zamknęły się ostatecznie kwotą 16 milionów franków. 
Dla powstającej linii w roku 1895 zamówiono dwie pierwsze lokomotywy elektryczne serii He 2/2. Posiadały one napęd adhezyjno-zębatkowy (ponieważ tylko odcinek Eismeer – Jungfraujoch oraz krótki odcinek przed stacją końcową posiadał listwę zębatą), masę 13 ton oraz moc 240 KM zapewniającą poruszanie się z maksymalną prędkością 8,3 km/h. Zasilane były one napięciem trójfazowym 500 V o częstotliwości 40 Hz, podniesionym następnie do 700 V. W 1964 lokomotywy te wycofano z eksploatacji ze względu na kolejną zmianę napięcia zasilającego, tym razem do 1125 V, 50 Hz.
W 2016 zakłady Stadler Bussnang dostarczyły do obsługi linii trzy nowe elektryczne zespoły trakcyjne serii Bhe 4/8, składające się z 2 skrajnych członów napędowych oraz środkowego doczepnego.
W 1951 całą linię wyposażono w zębatkę systemu von Rolla (napęd przenoszony jest tylko na koło zębate).